# 이연희 (정치인)
이연희(李蓮喜, 1966년 3월 5일~)는 대한민국의 정치인이다. 제22대 국회의원이다.
민주연구원 부원장을 지냈으며 제22대 국회의원 선거를 앞두고 청주시 흥덕구 선거구에 출마를 선언했다. 더불어민주당 경선에서 현역 국회의원인 도종환에게 승리를 거두면서 공천장을 받게 되었다. 본 선거에서 51.76%의 득표율을 기록하면서 제22대 국회의원에 당선되었다.

## 학력
- 삼양국민학교 졸업
- 옥천중학교 졸업
- 충북고등학교 졸업
- 중앙대학교 인문대학 철학 학사

## 경력
- 박주선 국회의원 보좌관
- 더불어민주당 김태년 원내대표 정무실장
- 더불어민주당 정책위원회 부의장
- 제20대 대통령 선거 이재명 대통령 경선 후보 열린캠프 전략기획실장
- 제20대 대통령 선거 더불어민주당 이재명 대통령 후보 대한민국대전환 선거대책위원회 전략상황실장
- 2022년 10월~: 민주연구원 상근부원장
- 2024년 4월 10일: 대한민국 제22대 국회의원 선거(충북 청주시 흥덕구, 더불어민주당, 초선)
- 2024년 5월~: 더불어민주당 충청북도당 청주시 흥덕구 지역위원회 위원장

### 의정 활동
- 2024년 5월 30일~: 제22대 국회의원(충북 청주시 흥덕구, 더불어민주당, 초선)
  - 2024년 6월~: 제22대 국회 전반기 국토교통위원회 위원
  - 2024년 6월~: 제22대 국회 전반기 여성가족위원회 위원
  - 2025년 3월~: 제22대 국회 2025 아시아태평양경제협력체(APEC) 정상회의 지원 특별위원회 위원

## 역대 선거 결과
| 실시년도 | 선거   | 대수 | 직책     | 선거구             | 정당         | 득표수   | 득표율          | 순위 | 당락 | 비고 |
| -------- | ------ | ---- | -------- | ------------------ | ------------ | -------- | --------------- | ---- | ---- | ---- |
| 2024년   | 총선   | 22대 | 국회의원 | 충북 청주시 흥덕구 | 더불어민주당 | 72,375표 | \| \| 51.76% \| | 1위  |      | 초선 |
|          | 51.76% |      |          |                    |              |          |                 |      |      |      |

## 소속 정당
| 소속 정당 | 소속 정당      | 소속 기간 | 비고      |
| --------- | -------------- | --------- | --------- |
|           | 새천년민주당   | 2000~2003 | 정계 입문 |
|           | 무소속         | 2003      | 탈당      |
|           | 열린우리당     | 2003~2007 | 창당      |
|           | 대통합민주신당 | 2007~2008 | 합당      |
|           | 통합민주당     | 2008      | 합당      |
|           | 민주당         | 2008~2011 | 당명 변경 |
|           | 민주통합당     | 2011~2013 | 합당      |
|           | 민주당         | 2013~2014 | 당명 변경 |
|           | 새정치민주연합 | 2014~2015 | 합당      |
|           | 더불어민주당   | 2015~현재 | 당명 변경 |

## 같이 보기
- 청주시 흥덕구 (선거구)
- 청주시 흥덕구의 국회의원